# Zoològic de Carolina del Nord
El Zoològic de Carolina del Nord és un zoològic ubicat a Asheboro, Carolina del Nord, prop del centre geogràfic de l'estat, aproximadament a 121 km a l'oest de Raleigh. El zoològic va ser fundat el 1976 i està acreditat a l'Associació de Zoos i Aquaris. Amb més de 810 hectàrees, és el zoològic més gran del món i un dels dos únics zoològics estatals als Estats Units, l'altre és el Zoològic de Minnesota. El Zoològic de Carolina del Nord té més de 1.100 animals que representen més de 250 espècies principalment d'Àfrica i Amèrica del Nord. El zoològic és obert els 364 dies de l'any i rep més de 700.000 visitants a l'any.